# John Hamilton Roberts
John Hamilton "Ham" Roberts (Pipestone, 21 december 1891 - Jersey, 17 december 1962) was een Canadese generaal en artillerie officier. Hij is bekend geworden door zijn leidinggeven tijdens de catastrofale aanval op Dieppe.

## Leven
Roberts werd geboren in Pipestone, Manitoba als een zoon van W.P. Roberts, een makelaar uit Vancouver. Hij wordt beschreven als een sportman, bedreven in rugby, schieten en cricket. In 1905 begon hij met een studie aan de Upper Canada College deze verliet hij weer in 1907. Hij studeerde (student RMC.nr. 891) af aan Royal Military College of Canada, Kingston, Ontario in 1914.
Vanaf 1939 voerde hij het bevel over het 1e regiment van de Royal Canadian Horse Artillery in Noord-Frankrijk. En zat nog in stelling toen de Duitsers de slag om Frankrijk in mei 1940 begonnen. Het lukte Roberts om al de kanonnen van zijn regiment te redden, terwijl hij aan het evacueren van Brest in Bretagne was. Gedurende een poging om een tweede Britse Expeditiemacht in Frankrijk na de evacuatie van Duinkerke op te zetten was niet succesvol.
In 1942 werd hij bevorderd tot Major General en General Officer Commanding van de Canadese 2e Divisie. Roberts kreeg het bevel over de grondtroepen tijdens de aanval op Dieppe. Zijn commandopost was aan boord van de HMS Calpe maar door de slechte communicatie had hij geen idee hoe zijn troepen het deden, dit werd pas duidelijk toen de troepen om landingsvoertuigen voor een onmiddellijke evacuatie vroegen. Roberts werd bekritiseerd voor het achterhouden van zijn reservetroepen (Les Fusiliers Mont-Royal) en daardoor onopzettelijk het aantal gesneuvelde te laten oplopen. Hij werd zes maanden later van zijn functie ontheven. 
In maart 1943 tijdens een oefening: Operatie Spartan was het Roberts zijn onbekwame prestaties die zijn carrière eerder beëindigde dan de aanval op Dieppe. Generaal Harry Crerar berispte Roberts om zijn slechte coördinatie tussen de Canadese 2e Divisie en de infanterie gedurende het oorlogsspel Operatie Spartan. En dat Roberts onvoldoende had geprobeerd de strijdkrachten zich in te laten graven na het innemen van een bruggenhoofd, terwijl hier voldoende tijd voor was. Na de Operatie Spartan werd Roberts beoordeeld als niet meer geschikt om een operationeel commando te voeren. Hij werd overgeplaatst en kreeg het bevel over de reserve-eenheden in het Verenigd Koninkrijk en voerde geen operationeel commando meer. Hij ging met pensioen en trok zich terug op de Kanaaleilanden.

## Familie
Roberts was twee keer getrouwd, de eerste keer met Isabelle Mary Waldron, het echtpaar kreeg vier kinderen (drie zonen en een dochter). Hij hertrouwde op 14 februari 1943 met Anne Caroline Westwood.

## Trivia
“A decorated and highly competent officer, Major-General Roberts refused to blame others or even speak of the Dieppe Raid, accepting instead to take the whole burden upon his shoulders until the day he died.” 
Canadian Army Journal (2009)

## Militaire loopbaan
- Cadet: 1914[4][5]
- Second lieutenant:
- Lieutenant: 1916[5]
- Tijdelijk Captain:
- Captain: 1 april 1920[7]
- Brevet Major: 25 juni 1929[7]
- Major: 1929[2]
- Lieutenant-Colonel: 1940?[2][5]
- Colonel:
- Brigadier: 19 juli 1940[5][8]
- Major General:[2] 6 april 1942[1][5][4]

## Onderscheidingen
- Lid in de Orde van het Bad op 14 juni 1945[9]
- Military Cross[2]op 1 januari 1917[10]
- Distinguished Service Order (DSO)[2]op 2 oktober 1942[11]
- Commandeur in het Legioen van Eer[2] op 21 juli 1951
- Croix de Guerre met bronze Palm[2] op 21 juli 1957
- 1914-15 Ster
- Britse Oorlogsmedaille
- Overwinningsmedaille
- 1939-1945 Star
- France and Germany Star
- Defensiemedaille
- Canadian Volunteer Service Medal met Gesp
- War Medal 1939-1945 met MID
- Medaille voor de Kroning van George VI